# Bochemie
Bochemie a.s. ist ein Chemieunternehmen mit Sitz in Bohumín (deutsch Oderberg), das eine breite Palette von Produkten für Holzschutz oder Oberflächenbehandlung von Metall, Desinfektionsmittel sowie Nanotextilien herstellt.

## Geschichte

### 1904–1938
Das Vorgängerunternehmen der Bochemie, das Österreichische Chemikalienwerk Rudolf Goldschmidt & Co. wurde 1904 gegründet, ursprünglich zur Herstellung von Anilinfarbstoffen. Als nach dem Ersten Weltkrieg eine erhebliche Zuckerknappheit einsetzte, gründete Goldschmidt gemeinsam mit der Saccharin A.G., dem größten Saccharinhersteller der Habsburgermonarchie, die Oderberger Chemie-Werke. Die Saccharin A.G. blieb ein wichtiger Anteilseigner, an den die Firma 40 Prozent ihres Gewinns als Lizenzgebühren für angewandte Technologien abgab.
Dennoch war das Unternehmen höchst profitabel, da Saccharin in der Zwischenkriegszeit zu einem von der tschechoslowakischen Regierung festgelegten Kartellpreis verkauft wurde, der im Vergleich zu den Produktionskosten relativ hoch war. Die Oderberger Chemie-Werke investierten daher in eine breite Diversifizierung der Produktionspalette, die nach und nach auf eine Vielzahl von Grundchemikalien, Arzneimitteln, Gartenbau-, Landwirtschafts- und Fotoprodukten ausgeweitet wurde. Die Produktliste des Unternehmens aus dem Jahr 1936 umfasst mehr als 250 Artikel.
Die Wirtschaftskrise der 1920er Jahre brachte das Unternehmen jedoch an den Rand des Bankrotts und führte zu einem drastischen Rückgang der Beschäftigtenzahl. Nach einer gründlichen Umstrukturierung war das Unternehmen 1925 wieder rentabel, aber die Bemühungen um die Etablierung eines Zweigwerks in Krakau (Polen) mussten 1930 aufgegeben werden.

### Vom Zweiten Weltkrieg bis zur Gegenwart
Im Zuge der Zerschlagung der Tschechoslowakei wurde Bohumín und damit auch das Chemiewerk kurz von polnischen Truppen und im September 1939 schließlich von der Wehrmacht besetzt. Im Jahr 1940 wurde das Werk beschlagnahmt und später an zwei reichsdeutsche Unternehmen verkauft. Nach dem Krieg gingen die Chemischen Werke Bohumín zunächst in kommissarische staatliche Verwaltung über, bevor sie im Oktober 1945 in eine umfassende Verstaatlichung der tschechoslowakischen Chemieindustrie einbezogen wurden.
Nach der Samtenen Revolution wurde das Werk 1991 privatisiert und in eine Aktiengesellschaft umgewandelt, die den Namen Bochemie Bohumín annahm. In den 1990er Jahren gründete Bochemie mehrere Tochtergesellschaften, darunter Niederlassungen in der Slowakei und in Polen, und erwarb Anteile an einer Reihe von Unternehmen, die in verwandten Bereichen tätig waren. Zur Jahrtausendwende wurde die Konsolidierung der gesamten multinationalen Gruppe, die seither als Bochemie Group bekannt ist, abgeschlossen. Zu den wichtigen Meilensteinen in der Unternehmensgeschichte gehört auch die Übernahme des sächsischen Herstellers von Industriebatterien und Batteriespeichersystemen GAZ Geräte- und Akkumulatorenwerk Zwickau im Jahr 2019. Im Januar 2025 ist GAZ allerdings ausgegliedert worden in GAZ Energy a.s., eine Schwestergesellschaft von Bochemie a.s. innerhalb der Bochemie Gruppe.

## Produktionsportfolio
In den ersten zwei Jahrzehnten nach ihrer Gründung konzentrierten sich Oderberger Chemie-Werke vor allem auf die Herstellung von Zinkfarben und Saccharin. In der Zwischenkriegszeit stellte das Werk neben vielen anderen Produkten auch Desinfektionsmittel auf Chlorbasis, Mittel zur Oberflächenbehandlung von Metallen, künstlichen Schellack oder Aspirin her. Seit den 1960er Jahren bis heute stellt das Werk unter anderem das Metallbehandlungsmittel Feropur oder Holzimprägnierungs- und -schutzmittel der Reihe Bochemit her. Im Jahre 1973 wurde Savo eingeführt, ein Desinfektionsmittel für den Hausgebrauch, das in mehreren Ostblockländern schnell große Popularität erlangte. 2013 wurde die Marke von Unilever übernommen, wird aber weiterhin von Bochemie hergestellt.
Aktive Massen für Batterien wurden 1951 in die Produktpalette aufgenommen, wobei Bochemie seit 2020 auch komplette Elektrodenplatten für Nickel-Cadmium-Zellen für GAZ herstellt. Zu weiteren Tätigkeitsfeldern der Gruppe gehören die Herstellung von Desinfektionsmitteln für professionellen und privaten Gebrauch oder Metallisierung von Textilien mit der von Bochemie entwickelten MEFTEX-Technologie.